# سامرفیلد (فلوریدا)
سامرفیلد (به انگلیسی: Summerfield) یک منطقهٔ مسکونی در ایالات متحده آمریکا است که در شهرستان ماریون، فلوریدا واقع شده‌است.